# 光明星
光明星（광명성、クァン－ミョン－ソン）は北朝鮮の人工衛星のシリーズで、名称は金日成が作詩したとされる漢詩の一節に由来している。北朝鮮は、これまで1号、2号、3号2号機、4号の4つの人工衛星の軌道投入に成功したと主張しているが、アメリカでは軌道投入に成功したのは3号2号機以降の2つのみと分析している。多くの国でそうであるように、北朝鮮の一連の人工衛星の打上げは弾道ミサイルの開発と密接に関連している。
2012年12月、光明星3号2号機の軌道投入成功が北アメリカ航空宇宙防衛司令部（NORAD）によって確認されたことにより、北朝鮮はソ連（旧ソ連の技術を継承したロシアとウクライナ）、アメリカ、フランス、日本、中国、英国、インド、イスラエル、イランに次ぐ、世界で11番目に衛星の軌道投入に成功した国家となったことが公認された。

## 背景
1980年代に北朝鮮はエジプトからソビエト連邦の短距離弾道ミサイル・スカッドを取得した。北朝鮮はこれを基に弾道ミサイルの研究を開始した。この計画は自国の安全保障に利用するため以外にも、他国へ製品、技術を輸出して外貨を獲得する目的もあった。北朝鮮は1993年5月29日に日本海沿岸の舞水端里から単段式の準中距離弾道ミサイルであるノドン1号を打ち上げた。
朝鮮宇宙空間技術委員会は1980年代に設立されたとされている。北朝鮮科学アカデミーの会員であるKwon Tong-hwaは、北朝鮮の人工衛星打ち上げ計画は金正日の指示に従って1980年代に開始され1990年代前半に準備が完了したと述べている。

## 光明星1号
1998年8月31日に北朝鮮東部沿岸舞水端里からロケット1基が日本時間午後0時過ぎに発射された。ミサイルの発射が予期されるとして警戒にあたっていた日本とアメリカは、第1段目のロケットが日本海に、第2段目以降のロケット及びその他の部分が三陸沖太平洋に落下したと判断した。一段目と二段目はテポドン1号に類似しており、これに固体燃料の第三段目を加え設計製造したと見られる。
9月4日になって北朝鮮の朝鮮中央通信社は、ロケット「白頭山1号」を用いて人工衛星「光明星1号」を打ち上げたと発表した。衛星は近地点219km、遠地点6,978kmの楕円軌道に投入され、金日成と金正日を賞賛する音楽の旋律をモールス信号で発しているとしている。しかしアメリカ合衆国は地球軌道上の人工物体を監視している北アメリカ航空宇宙防衛司令部（NORAD）からの情報を基にして、そのような人工衛星は確認できないと発表している。
Kwon Tong-hwaは第一回目の打ち上げは最高人民会議の10周年、北朝鮮建国の50周年を記念するために1998年に行われたと述べている。

## 光明星2号
2009年2月に、北朝鮮が咸鏡北道花台郡舞水端里のミサイル発射施設で3段式の弾道ミサイルテポドン2号の改良型とみられるロケットの発射準備を進めていることが判明した。2月24日になり北朝鮮の朝鮮宇宙空間技術委員会報道官は、舞水端里にある「東海衛星発射場」から実験用通信衛星光明星2号を打ち上げロケット「銀河2号」で発射すると発表した。3月12日に北朝鮮は国際海事機関 (IMO) および国際民間航空機関 (ICAO) に対し、「通信衛星」の打ち上げを4月4日から8日の間に実施すると通告した。ロケットが落下する可能性がある地点として、1段目は朝鮮半島と日本列島の間の日本海海域、2段目は太平洋を指定し、海上保安庁海洋情報部宛メールにより日本政府にも直接通告を行った。
4月5日11:30JST頃にロケットは発射された。4月5日15:00JSTに朝鮮中央通信は、「光明星2号」が打ち上げロケット「銀河2号」により同日11:20JSTに打ち上げられ、9分2秒後に軌道傾斜角40.6度、近地点高度490km、遠地点高度1426km、周期104分12秒の楕円軌道に正確に投入されたと発表した。衛星からは、不滅の革命頌歌「金日成将軍の歌」と「金正日将軍の歌」の旋律と、測定資料が470MHzで地球上に伝送されており、UHF帯での中継通信も行われている」とした。胴体にチョソングルチャを記して太陽電池を展開した形状の模型が公開されている。
アメリカ、韓国、ロシアは、北朝鮮は人工衛星の打ち上げを試みたものの失敗したとみている。

## 光明星3号
1号機
2012年3月16日に北朝鮮の朝鮮宇宙空間技術委員会は、4月12日から16日の期間に人工衛星を打ち上げると発表した。朝鮮中央通信によると、人工衛星は地球観測衛星の「光明星3号」で、打ち上げロケットである「銀河3号」を用いて平安北道鉄山郡東倉里の発射場から南方に向けて打ち上げられ、高度500キロの太陽同期軌道に投入される予定という。北朝鮮はこの発射実験について国際海事機関および国際民間航空機関に事前通告を行い、打ち上げロケットの1段目は韓国全羅北道の西方140キロ、2段目はフィリピン諸島の東方190キロの公海上へ落下する予定であることが公表された。
北朝鮮は4月8日にロケットや管制室と合わせ「光明星3号」も外国報道陣に公開した。衛星は高さ約1メートル、横幅と奥行きが約50センチの長方形で、重さは100キログラムの実用衛星であると説明しており、表面には太陽電池が貼られている。精密機械である打ち上げ前の衛星は通常、ホコリが付着しないようクリーンルームに静置されるが、この公開では室内にむき出しで実物が置かれていた
これらの情報に対して、的川泰宣は「ロケットの完成後に衛星を入れるのは非効率」「公開された衛星は実用レベルとしては小さすぎ、また北朝鮮が極軌道における実用衛星の打ち上げ、運用に必要な技術を持っているとは考えられない」とコメントしている。
2012年4月13日に銀河3号が打ち上げられたが、発射後約2分で空中爆発し、打ち上げは失敗した。飛散した破片は黄海上に落下、同日中に朝鮮中央通信が打ち上げの失敗を公式に認める声明を発表した。
2号機
2012年12月12日、北朝鮮はロケット「銀河3号」を発射し、光明星3号2号機を軌道投入することに成功したと発表した。同日中に北米航空宇宙防衛司令部（NORAD）も、この発射により北朝鮮が人工衛星の軌道投入に成功したと見られる事を発表した。

## 光明星4号
2016年2月7日、北朝鮮は西海衛星発射場からロケット「光明星」を発射し、光明星4号を軌道投入することに成功したと発表した。アメリカの専門家も「打ち上げは成功した」と表明した
。